# Composition (Miró, Villeneuve-d'Ascq)
Pour les articles homonymes, voir Composition.
Composition (Miró, concentration plastique) est un tableau peint par  Joan Miró en 1933 à  Barcelone. 

## Contexte
L'année précédente, l'artiste a réalisé le rideau, les costumes et les décors pour le ballet de Léonide Massine Jeux d'enfants sur une musique de Georges Bizet. Revenu à la solitude de son atelier, il songe à la danse, au mouvement, il remplit ses carnets de figures plastiques, de notations griffonnées en catalan et en françaiset il se lance dans  des projets pour d'éventuels décors avant de revenir à la peinture avec une douzaine de petits panneaux sur bois, puis des petits collages aujourd'hui conservés à la  Fondation Miró. 
De ces collages sont issues de très grandes toiles réalisées entre le 3 mars et le 13 juin 1933. Pour la Composition concentration plastique le peintre a procédé à un collage préliminaire où les vides sont remplis avec des photos publicitaires.

## Description
Cette Composition  entre dans la catégorie que Jacques Dupin définit sous le terme de Concentration plastique pour désigner une peinture aux formes tranchées, avec des harmonies sombres.  Toutefois, Miró laisse parfois échapper des éléments cocasses : une cheminée de poêle avec un robinet, un cœur percé d'épingles. Dans l'angle supérieur droit, une forme se courbe comme pour éviter la menace de trois pointes noires, qui, dans le collage d'origine étaient représentées par une simple cuillère. Certains éléments se rapprochent des formes de Hans Arp, notamment dans les formes principales, blanches, ovoïdes. 
Si Miro révèle ici un réel sens décoratif selon la définition qu'en donne Henri Matisse, il glisse quantité de clins d'œil qui lui sont propres, avec les éléments de base d'un langage nouveau  que l'on retrouve l'année suivante dans   Escargot, femme, fleur et étoile. Pour cette raison, il s'est défendu de faire de l'abstraction, déclarant à Georges Duthuit « du moment que les signes que je transcris correspondent à une représentation concrète de mon esprit, ils font partie du réel. »